# Liste der Monuments historiques in Belloy-en-France
Die Liste der Monuments historiques in Belloy-en-France führt die Monuments historiques in der französischen Gemeinde Belloy-en-France auf.

## Liste der Bauwerke
| Bezeichnung       | Beschreibung                  | Standort | Kennzeichnung | Schutzstatus | Datum | Bild           |
| ----------------- | ----------------------------- | -------- | ------------- | ------------ | ----- | -------------- |
| Kirche St-Georges | Erbaut im 13./14. Jahrhundert | (Lage)   | PA00080003    | Classé       | 1846  | weitere Bilder |

## Liste der Objekte

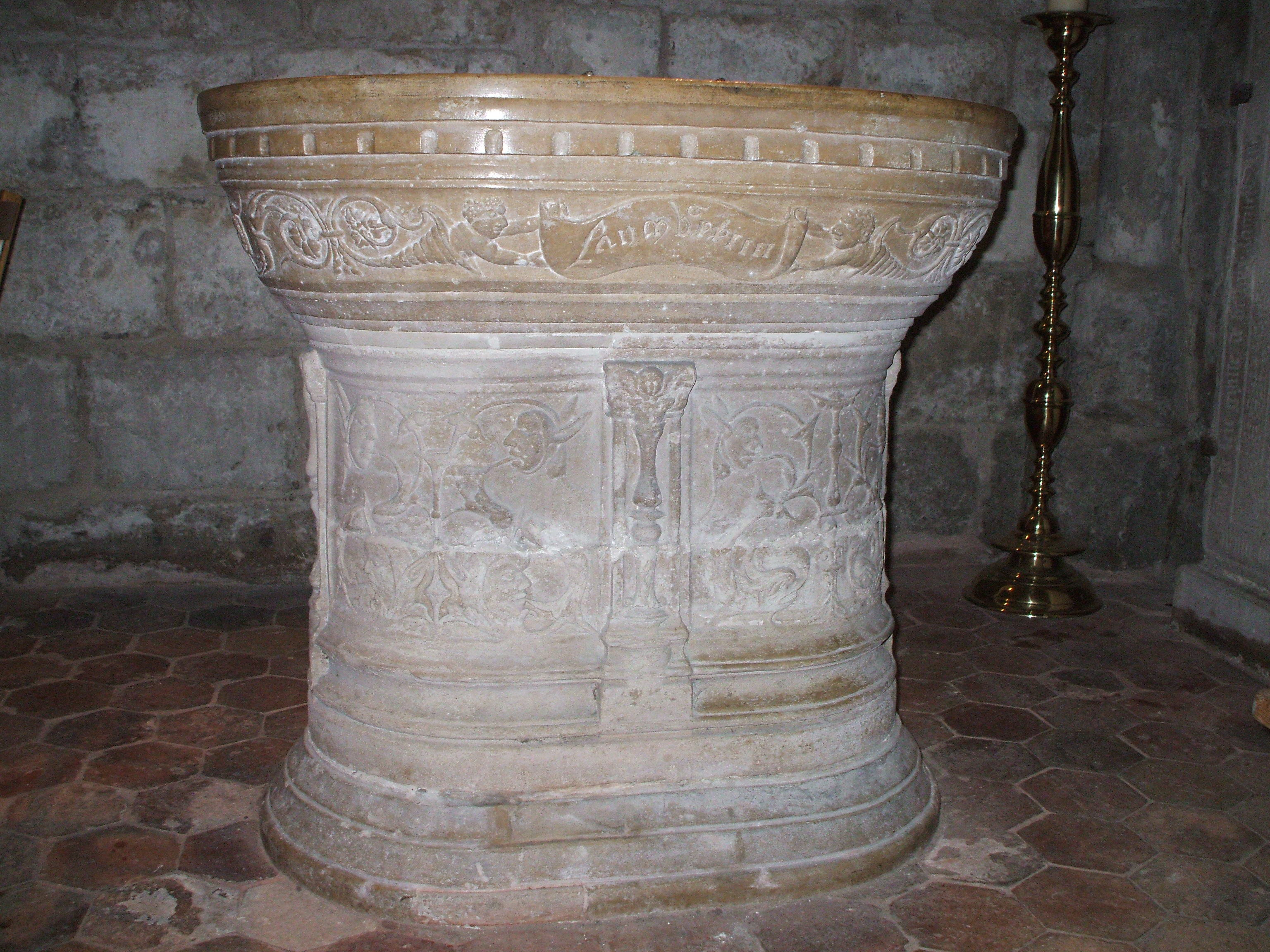
Taufbecken in der Kirche St-Georges in Belloy-en-France

- Monuments historiques (Objekte) in Belloy-en-France in der Base Palissy des französischen Kultusministeriums